# Ubexy
Ubexy é uma comuna francesa na região administrativa do Grande Leste, no departamento de Vosges. Estende-se por uma área de 5.01 km². Em 2010 a comuna tinha 171 habitantes (densidade: 34,1 hab./km²).